# Фэйсянь
Фэйся́нь (кит. упр. 费县, пиньинь Fèi xiàn) — уезд городского округа Линьи провинции Шаньдун (КНР). Уезд назван в честь существовавшего здесь в древности царства.

## История
В древние времена здесь находилось царство Фэй (费国), которое в 255 году до н. э. было завоёвано царством Чу.
Во времена империи Западная Хань на землях бывшего царства Фэй был создан уезд Фэйсянь. Во времена диктатуры Ван Мана он был переименован в Шуньцун (顺从县), но при империи Восточная Хань уезду было возвращено прежнее название.
Когда в 1937 году началась война с Японией, эти земли быстро оказались под японской оккупацией. Действующие в японском тылу партизаны-коммунисты стали создавать свои органы управления, чьи зоны ответственности не совпадали с существовавшими до войны границами административных единиц. После войны некоторые из этих зон были преобразованы в новые уезды, в результате чего территория уезда Фэйсянь уменьшилась.
В мае 1950 года в составе провинции Шаньдун был образован Специальный район Линьи (临沂专区), и уезд вошёл в его состав. В 1967 году Специальный район Линьи был переименован в Округ Линьи (临沂地区).
Указом Госсовета КНР от 17 декабря 1994 года были расформированы Округ Линьи и городской уезд Линьи, а вместо них был образован городской округ Линьи.

## Административное деление
Уезд делится на 1 уличный комитет, 9 посёлков и 2 волости.